# Mapello
Mapello /maˈpɛllo/ (Mapèl [maˈpɛl] in dialetto bergamasco) è un comune italiano di 6 966 abitanti della provincia di Bergamo in Lombardia.
Situato alle pendici del monte Canto si trova a circa 10 chilometri a ovest del capoluogo orobico.

## Geografia fisica

### Geologia
Un tempo il paese di Mapello era famoso per la roccia arenaria, usata per opere edilizie di ornamentazione e rivestimento. Colline come il Canto Basso, ovvero la catena di colline che si estende da Mapello fino a Villa d'Adda, sono formate da terreni cretacei. Il terreno sottostante è costituito da calcari argillosi, bigi rossicci, bianchi e neri. È proprio da questi terreni che vengono ricavate le pietre da costruzione nel paese. Per queste caratteristiche del terreno in passato a Mapello erano molto diffusi mestieri quali il cavatore e tagliapietre, ma anche il lavoro di carrettiere, incaricato di trasportare il materiale estratto dalle cave al luogo in cui sarebbe stato poi lavorato. Tuttavia, tali attività sono totalmente scomparse.

## Origini del nome
Il toponimo non ha un'origine chiara; sulla base della posizione del paese su una collina, il nome, alludendo alla posizione, potrebbe derivare da voci lombarde come mappa, ‘cavolfiore’, o mapp, ‘spighe di granturco’; meno plausibile la derivazione da mapèl, voce lombarda per "aconito".

## Storia
È possibile la presenza in epoca romana di un castrum (accampamento militare che poteva ospitare fino a 6000 uomini) nella zona. Il luogo faceva inoltre parte del ben conservato cardine centuriale Mapello - Bonate Sopra - Bonate Sotto. Nelle vicinanze passava la strada romana che distaccandosi dalla strada militare Bergamo - Como (l'attuale SS 342 Briantea) si collegava con i territori dell'Isola. L'area dell'Isola era definita dai Romani Pagus Fortunensis. Fu chiamata poi Pieve di Terno, poiché la giurisdizione plebana della chiesa di Terno comprendeva tutta l'Isola.

### Dal Medioevo all'età contemporanea

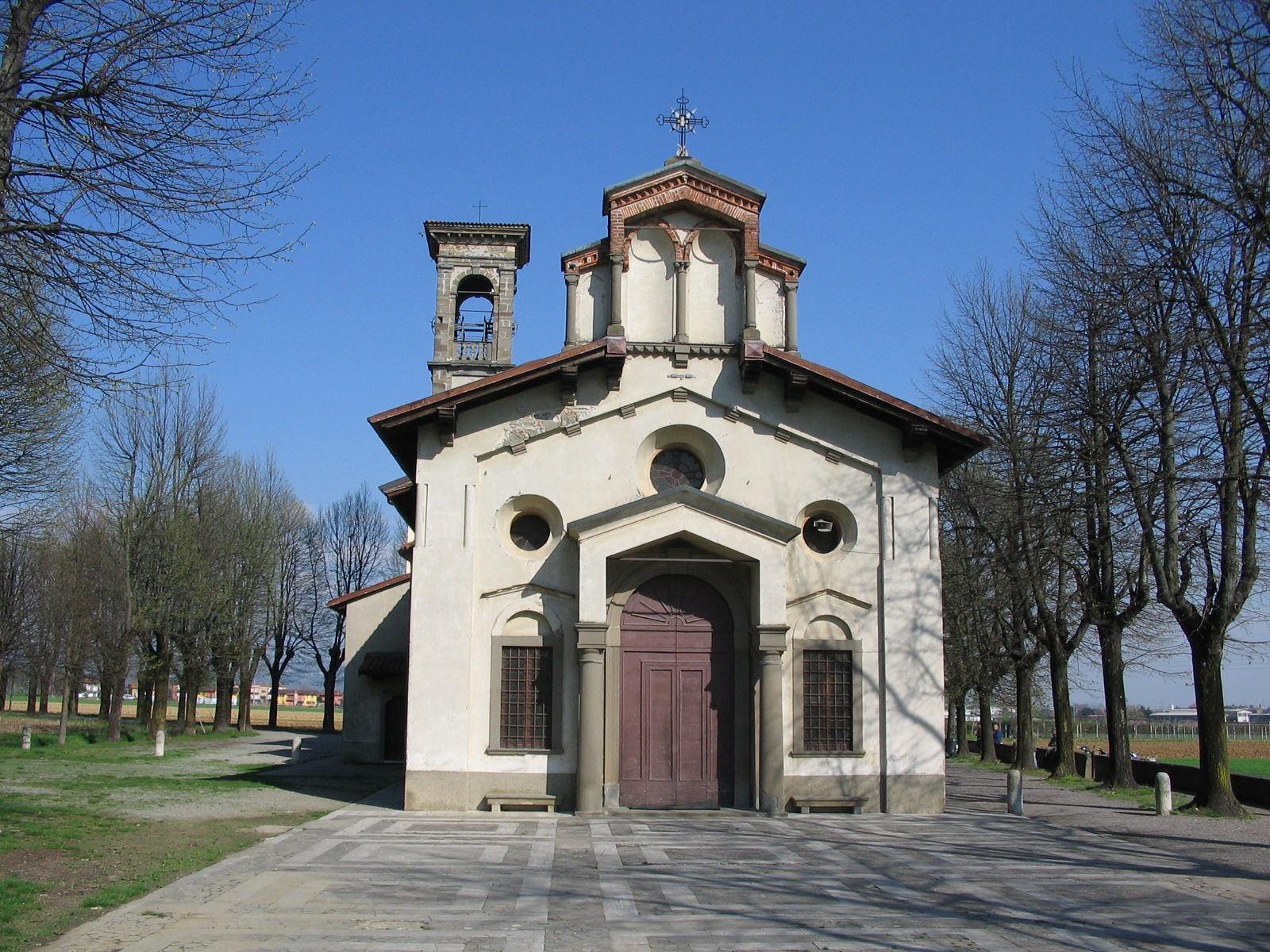
Madonna di Prada

Il primo documento che attesta l'origine di questa terra è datato maggio 774, e tratta del testamento del gasindio Taidone: "… casa massaricia in fundo Mapello; … Roteperti de Mapello;… de vico Mapello".
In una permuta dell'867 si attesta l'esistenza della chiesa di San Cassiano secondo un'interpretazione alternativa all'identificazione con il senodochio di San Cassiano di Bergamo, posta a poco più di tre chilometri a sud dell'abitato di Mapello in una zona agricola disabitata che ha preso il nome di San Cassiano dalla presenza secolare della chiesa, venne demolita perché ormai in rovina nel 1875. La chiesa risulta regolarmente officiata fino alla metà del XIX secolo, quando cominciò ad essere abbandonata, per essere usata come deposito agricolo fino a quando non andò in rovina. Rimane solo un pezzo di muro nell'attuale zona industriale del paese.
Nel periodo medioevale questa zona venne trasformata in un autentico terreno di scontri militari, cioè luogo di guerra, ed i suoi abitanti conobbero per secoli devastazioni, miseria e fame. Contesa prima dai guelfi e dai ghibellini, e poi dalle compagnie di ventura, l'isola venne a quei tempi addirittura definita il triangolo della fame. In tal senso sorsero numerose fortificazioni in tutto il territorio comunale, tra cui torri e un castello.
Nel 1428 Mapello e tutta la bergamasca passano al dominio veneto, che divide la provincia in 14 quadre. Mapello fa parte della Quadra dell'Isola, triangolo rovesciato con il vertice in basso alla confluenza dei fiumi Adda e Brembo e la base adagiata lungo il monte Canto. Il fatto poi di essere stata, per quasi quattro secoli, una porzione territoriale di estremo confine di uno stato (contrapposto a Milano) che aveva la sua capitale sul lontano Adriatico, ha inciso sull'evoluzione sociale di questa gente che, già definita povera e senza trafichi, non poteva godere della tranquillità dovuta al fatto di appartenere ad uno Stato forte, quale era la Repubblica di Venezia in quei tempi, ingenerando, di conseguenza, una naturale diffidenza dovuta alle ripetute scorrerie di bande ed eserciti.
Il primo vero documento statistico è la relazione del capitano Giovanni da Lezze, datato 21 ottobre 1596, il cui originale è conservato nell'Archivio di Stato di Venezia e del quale esiste una copia nella biblioteca Civica di Bergamo.
Il termine della dominazione veneta avvenne nel 1797, quando il territorio di Mapello e di tutta la provincia finì alla Repubblica Cisalpina. Tuttavia questa nuova istituzione ebbe vita breve, dal momento che già nel 1815 venne sostituita dal Regno Lombardo-Veneto, gestito dagli austriaci.
Questi attuarono una politica contraria alle esigenze della popolazione, tanto che spesso avvenivano tumulti: uno di questi vide tra i promotori Federico Alborghetti, abitante di Mapello. La guerriglia, documentata dalle cronache del 1848 con il nome di "guerriglia di Palazzago", tuttavia non sortì gli effetti sperati.
Il successivo passaggio al neonato regno d'Italia, avvenuto nel 1859, acquietò definitivamente gli animi.

### Simboli
Lo stemma del comune di Mapello è stato concesso con regio decreto del 6 ottobre 1927.
Lo stemma comunale riprende il blasone della nobile famiglia Mapello che ebbe origini in questo paese, sostituendo nella prima partizione lo smalto d'argento con un campo d'oro.
Il gonfalone, concesso con decreto del presidente della Repubblica del 10 aprile 1967, è un drappo partito di azzurro e di giallo.

## Monumenti e luoghi d'interesse
- Villa Martinelli a Valtrighe, incrocio Via G. Marconi/Via T.Tasso.

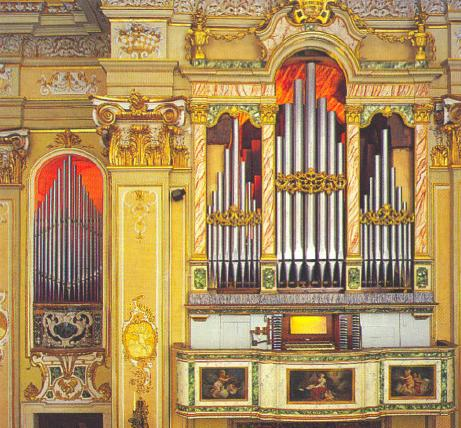
L'organo Locatelli nella superba cassa lignea settecentesca. Si noti a sinistra, la piccola facciata, con le canne del registro Viola da Gamba, dell'organo Canto.

In ambito storico notevole importanza rivestono le due torri che, edificate in epoca medievale, costituiscono, insieme ad alcuni resti delle fortificazioni di quel tempo, un vivo ricordo delle vicende del paese.
Numerosi sono anche i palazzi e le ville presenti sul territorio: il palazzo Colombo-Zefinetti-Peruta del XVII secolo e appartenuto a nobili famiglie mapellesi, il palazzo Scotti che al proprio interno presenta numerosi affreschi cinquecenteschi, e la villa Antona-Traversi-Grismondi che risale al XVIII secolo e possiede una struttura molto scenografica.

In ambito religioso merita menzione la chiesa parrocchiale di San Michele Arcangelo. Edificata verso la fine del XVIII secolo in luogo di un precedente edificio di culto risalente al XII secolo, originariamente era utilizzata come cappelletta del castello medievale, a cui sono poi state apportate modifiche e riparazioni condotte dall'architetto Luca Lucchini di Certenago che l'hanno portata alle attuali dimensioni. 

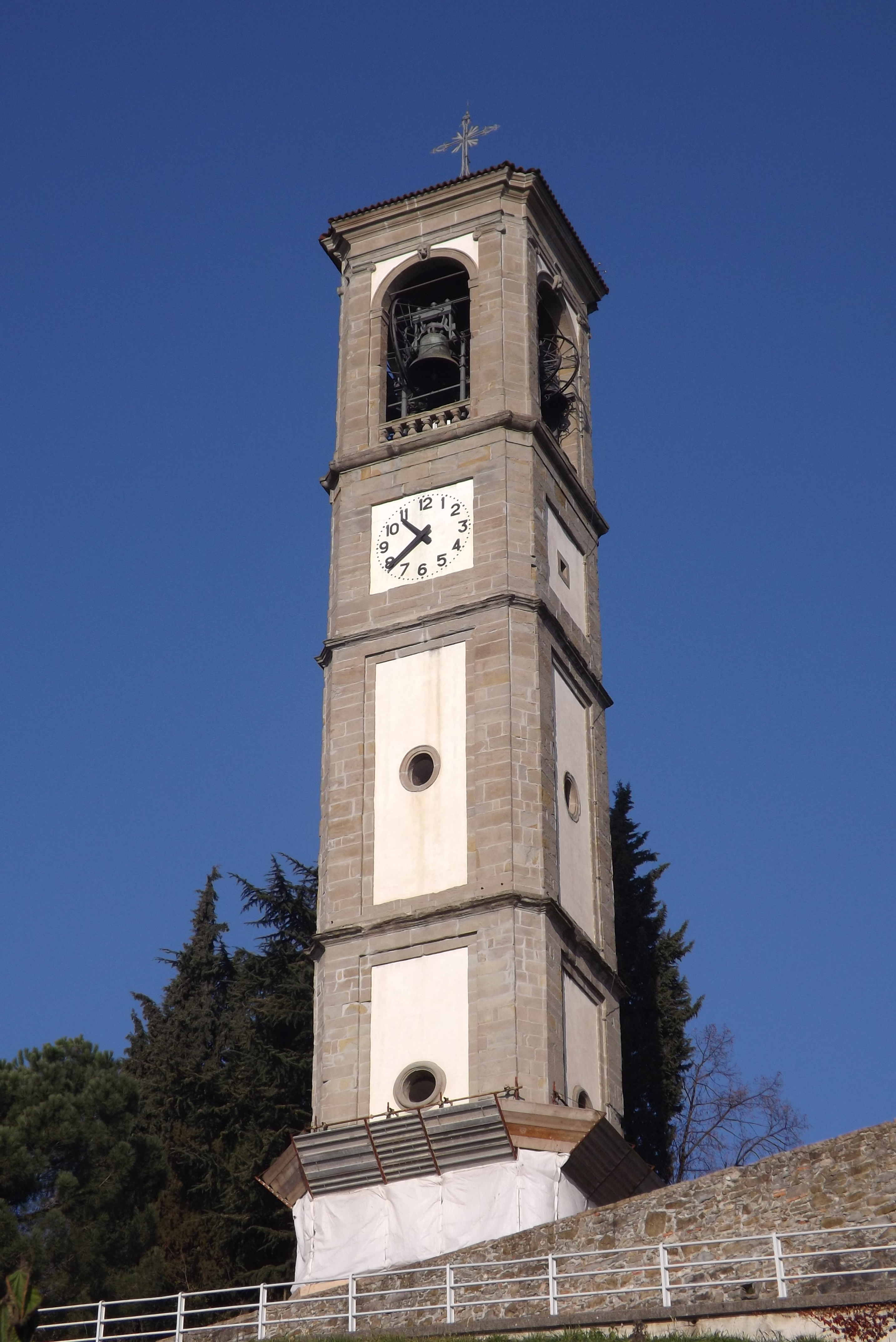
Campanile della parrocchiale di San Michele

Contiene un organo costruito dalla ditta Locatelli di Bergamo nel 1873, op. 14 e nel 1899. È sulla grandezza di 16 piedi, ha due tastiere di 61 tasti e 1765 canne. L'organo Canto (seconda tastiera) è collocato, a differenza del Grand'Organo, non nella cassa principale, ma in un vano adiacente distante circa 7 metri, che complica notevolmente la meccanica dello strumento ed esalta la bravura del costruttore Giacomo Locatelli.
Il campanile, eretto nel 1837, ospita attualmente un concerto di otto campane in tonalità di Si maggiore fuso da Angelo Ottolina di Bergamo nel 1950 a seguito della requisizione bellica del 1943 che causò l'asportazione delle tre campane maggiori per esigenze belliche. Prima del 1943 vi era un concerto sempre di otto campane fuso da Giovanni Crespi nel 1841.
Inoltre sono presenti il santuario della Madonna di Prada, la parrocchiale della frazione di Prezzate, dedicata a sant'Alessandro, legata a un'apparizione mariana che si sarebbe verificata nel XV secolo, e la nuova avveniristica parrocchiale di Valtrighe, in cui spiccano grandi e particolari vetrate. La chiesa conserva il dipinto di Domenico Guardi padre del più famoso Gianantonio raffigurante san Zeno, titolare dell'antica chiesa, una delle poche opere dell'artista veneziano.

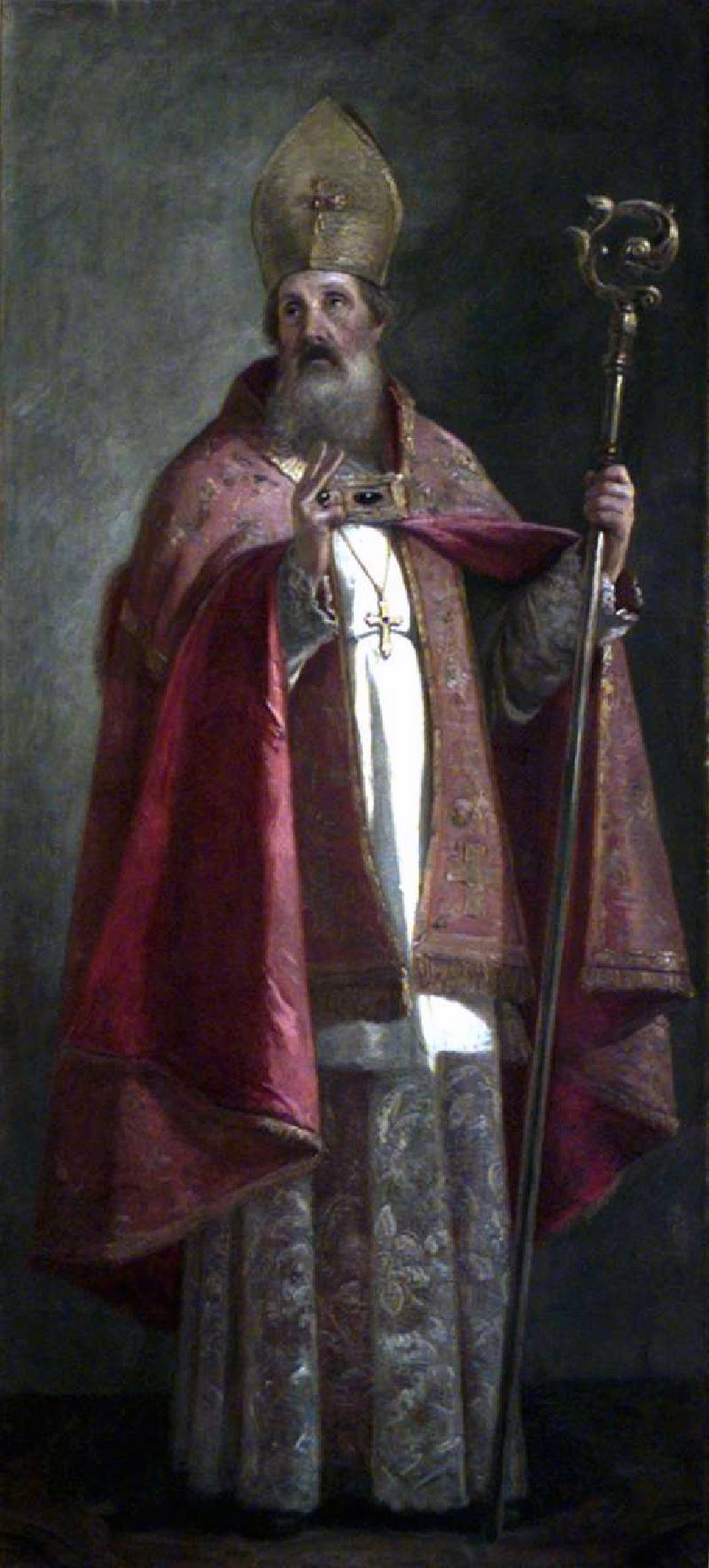
Domenico Guardi - San Zenone vescovo

Il santuario della Madonna di Prada (già Santa Maria de' Prati, da cui de' prata”) fu costruito nel 1482. In questa chiesa si trova un affresco murale ritraente la Madonna delle Grazie. La tradizione narra che in passato dagli occhi della Vergine uscisse quello che al tempo si credeva fossero lacrime e si racconta che queste gocce d'acqua fossero in grado di curare gli ammalati. Un giorno, una donna osò bagnare il proprio cane con tale acqua, e così il miracolo cessò immediatamente.
Sul campanile del santuario si trova, invece, un concerto di 3 campane in tonalità di si bemolle maggiore. Le due campane minori risalgono al XVIII secolo mentre la campana maggiore, più recente, è del 1996, fusa da Roberto Mazzola di Vercelli e sostituita alla precedente che aveva subito un'incrinatura.
Merita inoltre di essere menzionata la chiesa sussidiaria di San Girolamo, dove si svolgono le liturgie feriali.

## Società

### Evoluzione demografica
Abitanti censiti

## Geografia antropica

### Parrocchie
Il territorio di Mapello si suddivide in quattro parrocchie: la parrocchia di San Michele Arcangelo di Mapello, la parrocchia di San Zenone di Valtrighe, la parrocchia di Prezzate e la parrocchia di Terno d'Isola (per la frazione Carvisi).

## Infrastrutture e trasporti
Il comune di Mapello è attraversato dalla SS 342, nota come "Briantea" che collega la città di Bergamo con Lecco. È servito dalla stazione ferroviaria di Ambivere-Mapello, sulla linea Lecco-Brescia, nonché dalla superstrada SS342

## Amministrazione
| Periodo        | Periodo        | Primo cittadino      | Partito                                      | Carica  | Note |
| -------------- | -------------- | -------------------- | -------------------------------------------- | ------- | ---- |
| 29 maggio 2002 | 13 aprile 2008 | Domenico Belloli     | centro-destra                                | Sindaco |      |
| 10 giugno 2018 | in carica      | Alessandra Locatelli | lista civica di centro-destra Cambia Mapello | Sindaco |      |

### Gemellaggi
- Sasbach

## Sport
A Mapello gioca la squadra calcistica del A.S.D. Mapello Calcio.